# Armoriale dei comuni del cantone LUX 12 - Wiltz
Questa pagina contiene le armi (stemma e blasonatura) dei comuni del Cantone di Wiltz in Lussemburgo.
| Stemma | Nome del comune e blasonatura |
| ------ | --- |
|        | Boulaide (troncato: nel 1° di verde, a tre triboli d'oro ordinati in fascia; nel 2° d'azzurro, alla rosa d'oro punteggiata di verde; alla fascia ondata d'argento attraversante sulla partizione) |
|        | Esch-sur-Sûre (inquartato: nel 1° e 4° d'argento, al cinghiale di nero, lampassata di rosso, difeso d'argento, passante dietro una quercia terrazzata di verde, fruttata d'oro di nove pezzi; nel 2° e 3° burellato d'argento e di rosso di dieci pezzi)                                                                                              |
|        | Eschweiler (d'oro, a quattro bande di nero, al capo di rosso caricato a un bracco passante d'argento, collarinato di nero) |
|        | Goesdorf (d'oro, alla quercia sradicata, fruttata di sei pezzi, di verde, al capo di rosso caricato da sei stelle d'oro poste 3, 2 e 1) |
|        | Heiderscheid (burellato d'argento e di rosso di dieci pezzi, al cinghiale rampante di nero, lampassato di rosso e difeso d'argento) |
|        | Kiischpelt Wilwerwiltz: di rosso, alla croce scorciata, accerchiellata in capo e in punta, patente ai fianchi, accantonata da quattro stelle (5) il tutto d'oro; al capo d'oro, al leone nascente di nero) Kautenbach: d'oro, all'ascia d'armi di rosso accostata da due salmoni addossati di nero; al capo scaccato d'argento e di rosso di due file |
|        | Lac de la Haute-Sûre (interzato in fascia di rosso, d'oro a quattro bande di nero e d'azzurro al luccio d'argento) |
|        | Neunhausen (burellato d'argento e di rosso di dieci pezzi, al cardo di verde fiorito di rosso) |
|        | Wiltz (inquartato: nel 1° burellato d'argento e d'azzurro di dieci pezzi, al leone di rosso armato, lampassato e coronato d'oro; nel 2° di rosso al caduceo d'argento posto in banda; nel 3° di rosso all'ancora d'argento posta in banda; nel 4° d'azzurro, all'alveare accostato da sei api poste 2, 2 e 2, il tutto d'oro)                         |
|        | Winseler (d'argento, all'aquila di nero rostrata di rosso; al capo di rosso caricato di tre losanghe d'oro ordinate in fascia) |